# Sue Wilkins Myrick
Sue Wilkins Myrick (Tiffin, 1º agosto 1941) è una politica statunitense, appartenente al Partito Repubblicano e membro della Camera dei Rappresentanti per lo stato della Carolina del Nord dal 1995 al 2013.

## Biografia
Nata nell'Ohio, la Myrick intraprese una carriera nel mondo delle pubbliche relazioni e successivamente si dedicò alla politica con il Partito Repubblicano.
Dopo aver servito all'interno del consiglio comunale di Charlotte, ne venne eletta sindaco. Nel 1989, durante la campagna per la rielezione, rivelò di aver intrapreso la relazione con suo marito mentre lui era sposato con un'altra donna. Nonostante la dichiarazione la Myrick venne rieletta dai cittadini.
Nel 1992 si candidò al Senato, ma perse le primarie repubblicane contro Lauch Faircloth. Due anni dopo venne eletta deputata alla Camera e gli elettori la riconfermarono per altri otto mandati sempre con elevate percentuali di voto, fino a quando nel 2012 annunciò la sua volontà di lasciare il Congresso alla scadenza del mandato.
La Myrick era nota per essere una dei deputati più conservatori della Camera e fu l'autrice della prefazione del controverso libro "Muslim Mafia".